# Enchelycore pardalis
Enchelycore pardalis is een straalvinnige vissensoort uit de familie van murenen (Muraenidae). De wetenschappelijke naam van de soort is voor het eerst geldig gepubliceerd in 1846 door Temminck & Schlegel.

## Verspreiding en Leefgebied
De enchelycore pardalis komt voor in de Indische en Stille Oceaan. Daar bewoont hij (koraal)riffen.